# VDL Bus & Coach

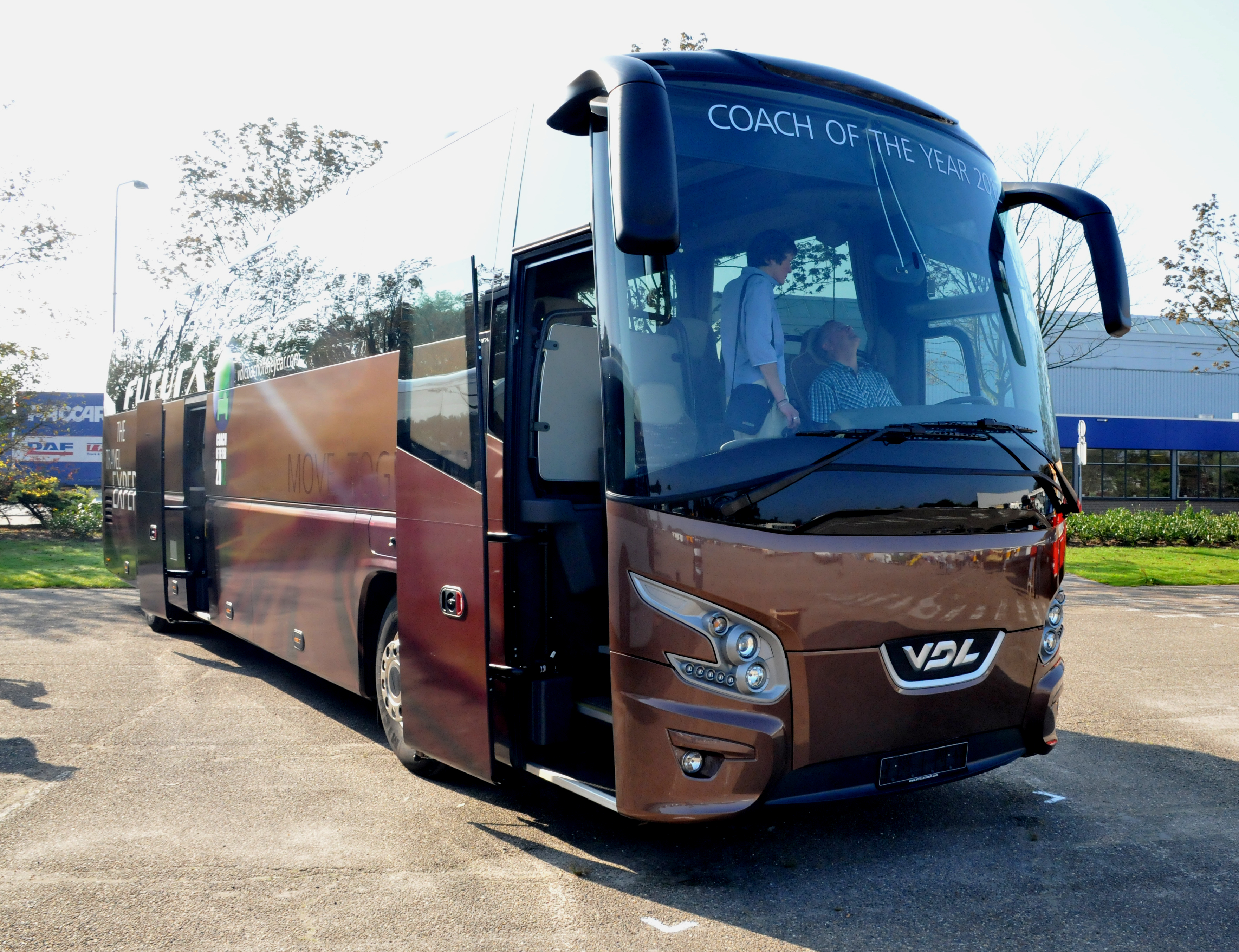
De nieuwe Futura was internationale touringcar van het jaar 2012.

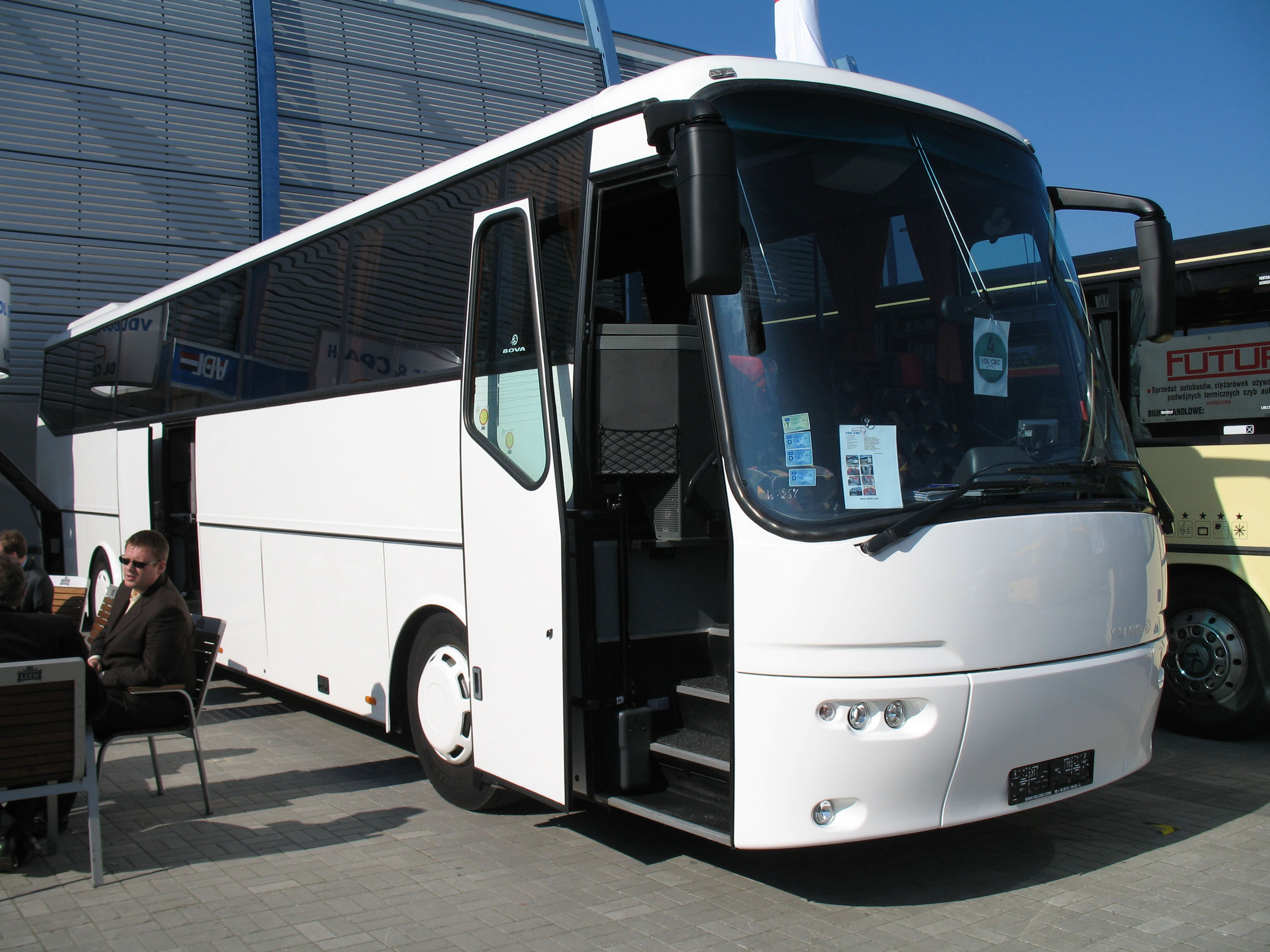
De Futura (Classic) is de succesvolste en de langst in productie zijnde bus in het assortiment van VDL Bus & Coach. Meer dan 11.000 stuks verlieten sinds 1982 de fabriek van BOVA.

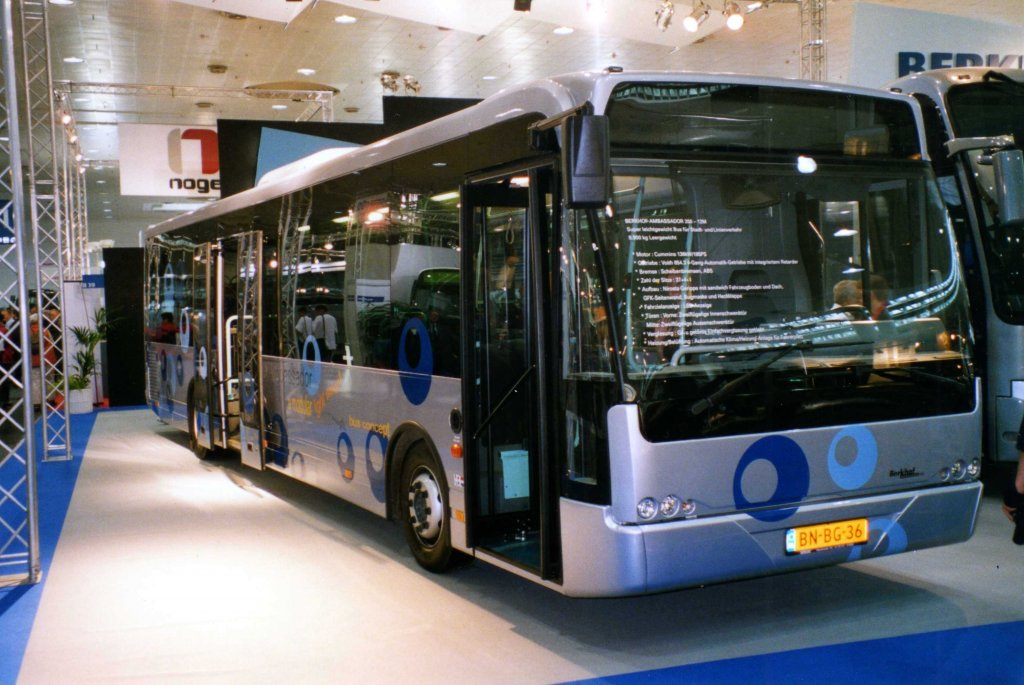
De Ambassador werd mede door het lichtgewicht een populair streekbustype in Nederland. De 12 meter versie is opgevolgd door de VDL Citea LLE-120.

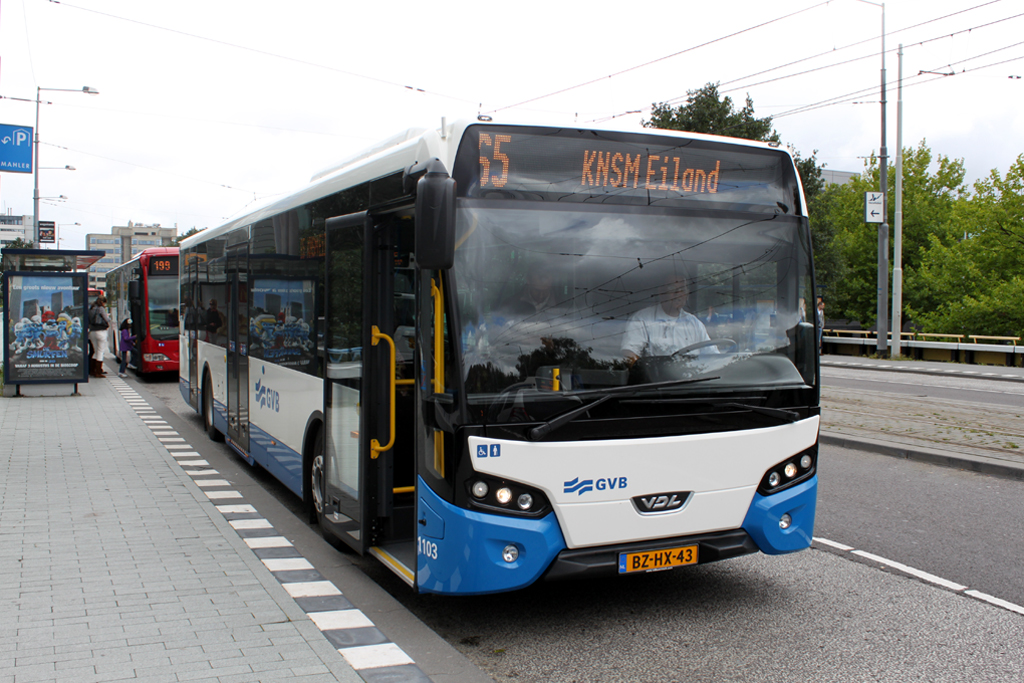
De stads- en streekbussen van VDL worden sinds 2011 vrijwel allemaal onder de naam Citea verkocht. De reeks verving de Ambassador 200, Jonckheer SB250, Transit en Diplomat. Het bustype was Bus Of The Year 2011.

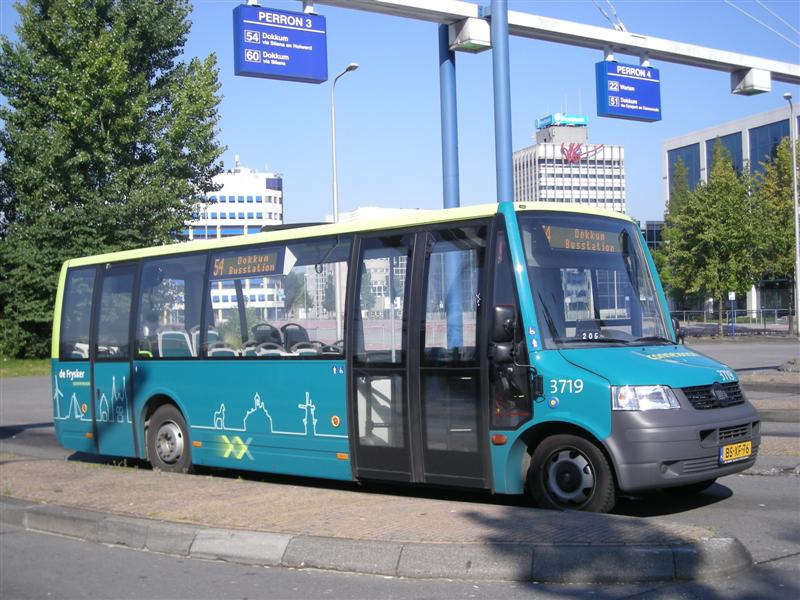
De Procity werd in Nederland na twee geleverde orders en één geannuleerde order uit het aanbod geschrapt. De kortere Jonckheere versie voor de belbussen van De Lijn werd langer geproduceerd, maar is inmiddels ook uit het assortiment verdwenen.

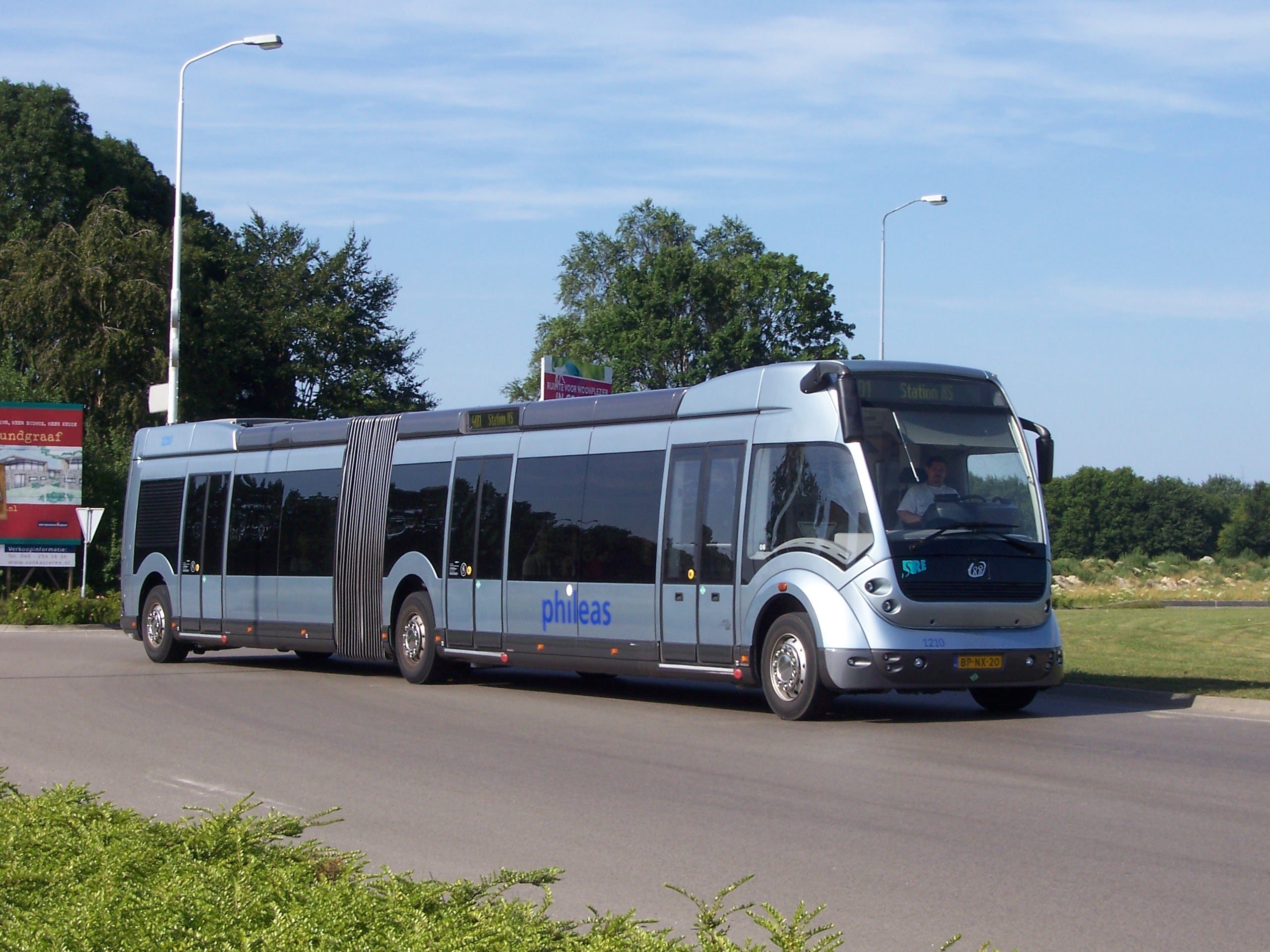
De Phileas is een geleide bus met trameigenschappen. Bij dit project is VDL nauw betrokken.

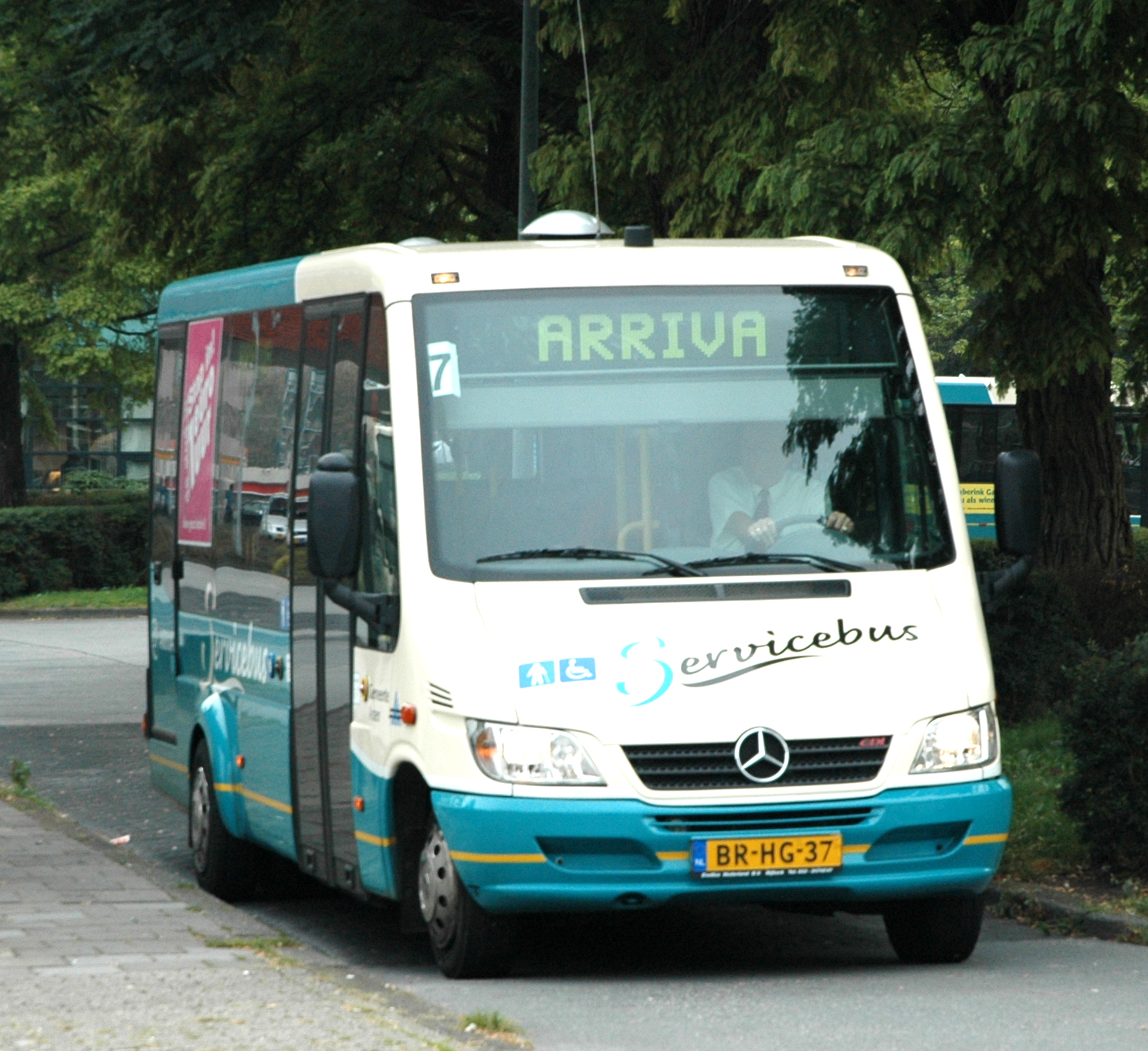
De Parade, MidCity en MidEuro zijn omgebouwde Mercedes-Benz Sprinter bussen. De bussen zijn voorzien van een ander koetswerk met een verlaagde vloer, verhoogd dak, grotere ramen, dubbele busdeuren, meer zitplaatsen en een filmbak.

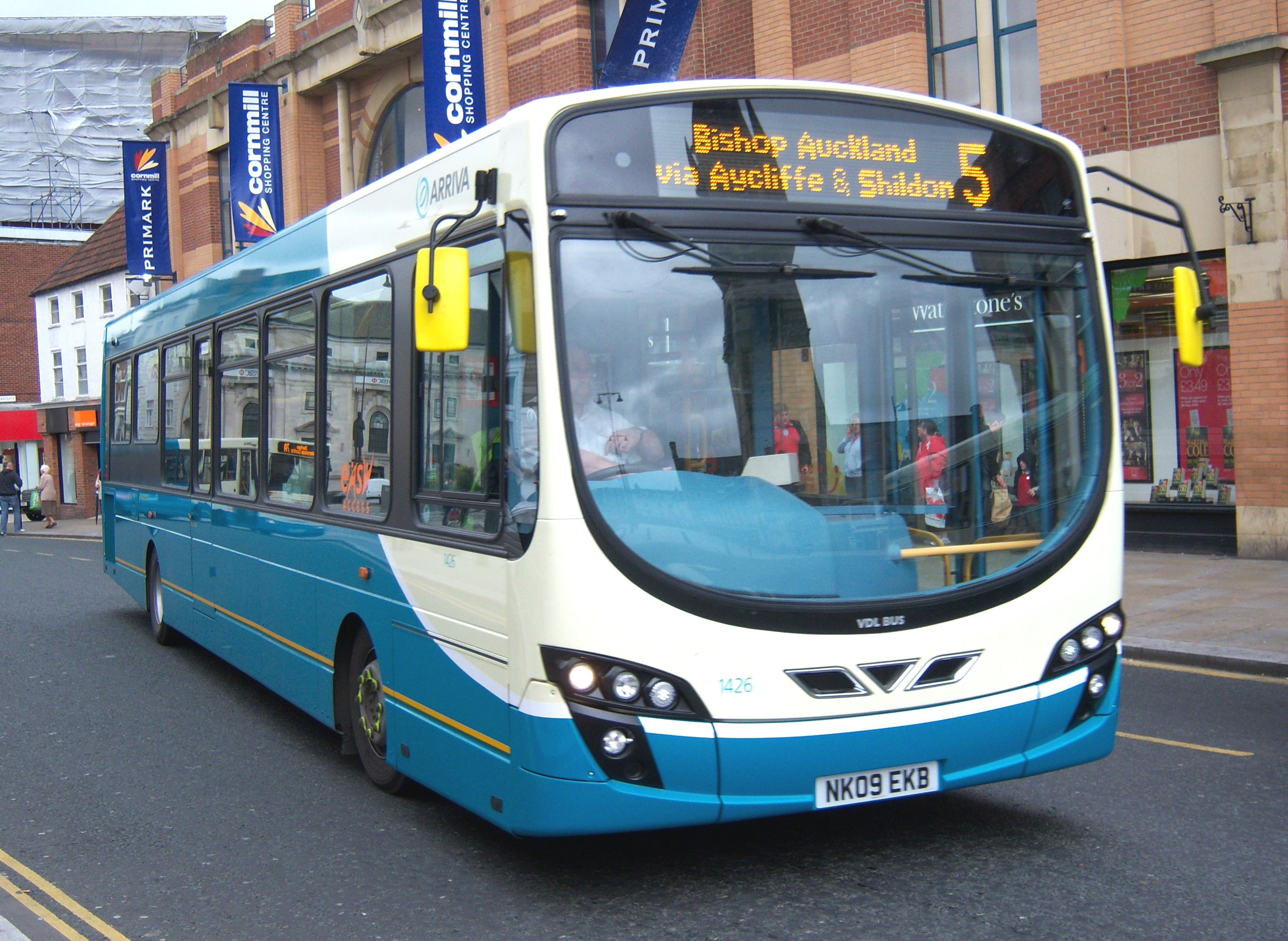
VDL Bus & Coach levert ook losse chassis. Onder meer de Britse carrosseriebouwer Wrightbus is een groot afnemer.

VDL Bus & Coach is de busdivisie van de VDL Groep. De belangrijkste activiteiten bestaan uit de ontwikkeling, productie, verkoop en onderhoud van mini-, midi- en grote bussen en chassis modules. Het bedrijf heeft fabrieken in Nederland en België. Er wordt geëxporteerd naar meer dan dertig landen. Daarnaast is het bedrijf actief in de handel van gebruikte bussen.

## Geschiedenis
De basis van VDL Bus & Coach werd gelegd in 1993, toen vrachtwagen- en autobusfabrikant DAF werd meegesleept in het faillissement van moederbedrijf United Bus. De vrachtwagenpoot (DAF Trucks) maakte een doorstart in afgeslankte vorm. Het bedrijf Van der Leegte, dat in die tijd al bestond uit diverse metaal- en apparatenbouwbedrijven, nam de chassisproductie van bussen over (DAF Bus International). Negentien procent van de aandelen kwam weer in handen van DAF Trucks. VDL had een goede band met DAF, want op zijn beurt was het een toeleverancier van de Eindhovense vrachtwagenfabrikant.
VDL bleef de naam DAF Bus International nog jaren gebruiken. Het bedrijf fabriceerde chassis' voor zowel openbaarvervoerbussen als touringcars. Motoren kwamen toen alleen van de leveranciers DAF en Cummins. Het assortiment motoren in het segment openbaar vervoer breidde VDL in 2012 uit met het merk Fiat Powertrain Technologies (FPT).
In de zomer van 1996 nam DAF Bus International de busbouwer Smit Joure over. Dit was het begin van de carrosseriebouw binnen de VDL Groep. Eind september 1998 werd de VDL Groep uitgebreid met zes bedrijven door de aankoop van de Berkhof Jonckheere Groep, die bestond uit:
- het oorspronkelijke bedrijf Berkhof (touringcarfabriek) in Valkenswaard,
- de in 1989 overgenomen autobusfabriek van Hainje (Berkhof in Heerenveen),
- de tevens in 1989 overgenomen metaalbewerker Postma in Heerenveen,
- de in 1991 overgenomen busjesbouwer Denolf & Depla in het Vlaamse Beveren (Roeselare),
- de in 1992 overgenomen Venlose bouwer van kleine bussen Kusters en
- de in 1994 overgenomen Belgische autobusfabriek Jonckheere in Beveren bij Roeselare.

De overname van de Berkhof Jonckheere Groep betekende voor Smit Joure al snel het einde. Het bedrijf draaide al langer verlies en in december 1998 ging het bankroet. De productie van touringcars door Smit stopte definitief in 1999 en zou aanvankelijk worden overgeheveld naar de fabriek Berkhof Heerenveen en gedeeltelijk naar die van Postma. Vanwege ruimtegebrek door een grote hoeveelheid orders werd er uiteindelijk gekozen voor de fabriek in Valkenswaard. Hiermee verdween de touringcarfabrikant na 82 jaar uit Friesland.
Berkhof had zoveel bestellingen op het programma staan dat het bedrijf de fabriek van Smit Joure lang bleef gebruiken om onderdelen voor stads- en streekbussen te maken, voor onder meer de MAN Scout. Nadat Berkhof in mei 2001 uit de fabriek was vertrokken ontstond dezelfde maand nog het carrosserie- en wagenbouwbedrijf FCB (Friesland Coach Builders), opgericht door oud-medewerkers van Smit. In de beginperiode bestonden de werkzaamheden voornamelijk uit het repareren en onderhouden van Smit-bussen, maar later voerde het bedrijf reparatie- en restauratiewerkzaamheden uit aan stads- en streekbussen en touringcars. De bedoeling om ook nieuwe bussen te gaan bouwen is vanwege een beperkt budget nooit van de grond gekomen.
In 2003 nam VDL een van de laatste grote concurrenten in Nederland over, de touringcarfabrikant BOVA uit Valkenswaard. De busbouwers werden datzelfde jaar uit strategisch oogpunt onder de naam VDL Bus Groep op de internationale markt gepositioneerd. Sindsdien is het een van de grootste busproducenten van Europa en door het faillissement van Den Oudsten in Woerden in 2001 nog de enige busproducent in Nederland. In België had het bedrijf nog een grote concurrent Van Hool te Koningshooikt, dat in 2024 failliet ging waarna VDL een deel van de activiteiten overnam.
Het marktaandeel was in 2010 bijna 8 procent, daarmee stond VDL op een 6e positie in de Europese bussenmarkt.

## Merknaam
In 2005 wordt er als vervolg op de VDL Bus Groep voor alle busbedrijven een centrale organisatie opgericht onder de naam VDL Bus & Coach. Het is 2010 als alle verschillende merknamen (BOVA, Berkhof, Jonckheere, Kusters) worden vervangen door het merk VDL. De fabrieken ondergaan in 2011 allen een naamswijziging en de afzonderlijke websites worden uit de lucht gehaald. VDL wil hiermee de busactiviteiten nog beter profileren. Om dat extra kracht bij te zetten krijgt het bedrijf een apart logo (tot dan toe werd het logo van de moedermaatschappij gebruikt) en een slogan: "MOVE. TOGETHER.". MOVE staat voor mobiel zijn en in beweging blijven. De producten van VDL Bus & Coach zijn immers in beweging: er worden mensen vervoerd. Ook de organisatie staat niet stil, maar is constant in ontwikkeling. ‘TOGETHER’ refereert aan de slogan ‘Kracht door samenwerking’ van het moederbedrijf de VDL Groep.

## Producten

### Touringcars
De bouw van touringcars vindt in Nederland plaats bij VDL Bus Modules (voorheen Berkhof en VDL Berkhof Valkenswaard), bij VDL Bus Valkenswaard (voorheen BOVA en VDL Bova) en in Vlaams België bij VDL Bus Roeselare (voorheen VDL Jonckheere). De eerste touringcars binnen de VDL Groep werden tussen 1996 en 1999 gebouwd bij Smit Joure. Deze waren van de types Smit Orion en Smit Stratos, beide bussen stonden op een DAF Bus SB3000 chassis. Na de overname van het Valkenswaardse touringcarbedrijf Berkhof werd de Axial onder VDL geproduceerd. In 2003 kon ook de succesvolle bus Futura en de Magiq aan het assortiment worden toegevoegd na de overname van Bova. In 2007 werd ook nog de VDL Bova Lexio ontwikkeld.
Tegenwoordig produceert VDL Bus & Coach onderstaande voertuigen:
- Futura
- Jonckheere
- Synergy
- Citea
- Phileas
- MidCity
- MidEuro
- Taxi- en rolstoelvoertuigen
- Pacific
- Mistral
- Politiebussen

### Openbaar vervoer
In het openbaar vervoer zijn diverse bussen de revue gepasseerd, waaronder
- 2000NL
- Premier
- Ambassador
- Diplomat
- Duvedec
- Jonckheer
- Procity.

Alle bussen zijn ontwikkeld en gebouwd door Berkhof in Heerenveen op onderstellen van VDL Bus Chassis en voorgangers. De Berkhof 2000NL en Duvedec zijn overigens ook gebouwd op Volvo chassis. De productie van de Ambassador werd in 2005 uitgebreid naar VDL Berkhof Valkenswaard vanwege een grote order. Dan was er ook nog de Transit, een product van Jonckheere.
De huidige generatie grote openbaarvervoerbussen draagt de naam VDL Citea en wordt geproduceerd bij VDL Bus Modules, VDL Bus Heerenveen en VDL Bus Roeselare. Er is ook nog een 10,6 meter bus in productie onder de naam Ambassador ALE-106. Ook werkt het bedrijf mee aan de productie en ontwikkeling van de Phileas door haar aandeel van 70% in het Helmondse APTS.

### Mini- en midibussen
Het bedrijf Kusters, tegenwoordig VDL Bus Venlo, is al sinds 1921 gespecialiseerd in klein materieel. Ooit begonnen met carrosserieën voor bussen ten behoeve van mijnwerkers, tegenwoordig bouwt men allerlei bestelbussen om voor verschillende doeleinden. Op het gebied van openbaar vervoer produceerde Kusters de Parade. De huidige bussen zijn de VDL MidCity en VDL MidEuro. Daarnaast levert VDL aangepaste bussen voor de politie en biedt het een legio aan oplossingen om bestaande taxi's rolstoelvriendelijk te maken.

### Speciale projecten
VDL bouwt niet alleen een standaardaanbod, maar ook naar wens van de afnemer. Speciale projecten zijn bijvoorbeeld de VDL Pacific en VDL Jonckheere Schoolbus. De eerste is een robuust bustype die geschikt is voor passagierstransport in slecht toegankelijke gebieden waar zowel de toestand van de wegen als de klimaatcondities speciale verwachtingen stellen. VDL Bus & Coach produceert en levert deze bus in diverse uitvoeringen voor landen zoals Ghana, Burkina Faso en Ethiopië. De Jonckheere schoolbus werd gebouwd in Heerenveen voor Parijs en is een bus met een kop van de DAF LF vrachtwagen.

### Chassis
DAF Bus International, het begin van VDL Bus & Coach, veranderde na een reorganisatie in september 2003 in VDL Bus International. Per 5 september 2010 is de huidige naam VDL Bus Chassis ingevoerd. Het bedrijf is verantwoordelijk voor de productie van onderstellen voor autobussen en touringcars. De helft van geproduceerde chassis wordt verkocht aan derden, de andere helft gaat naar de koetswerkbedrijven binnen de groep. Een groot afnemer is het Britse Arriva plc. In november 2008 bestelde dit bedrijf bijvoorbeeld meer dan 350 chassis van het type SB200 voor levering in 2008/2009. In 2011 werd er nog eens een order geplaatst voor 311 buschassis. Het koetswerk wordt er in Engeland opgebouwd door Wrightbus. Dit is de grootste order die Arriva ooit bij VDL Bus & Coach heeft geplaatst voor ‘right hand drive’ voertuigen. Op 27 januari 2012 maakte VDL Bus & Coach bekend dat het Britse Arriva plc een order voor 80 buschassis van het type SB200 heeft geplaatst.
Een overzicht van de chassis die worden/werden geproduceerd:
- SB200 (vervanger van het SB220 chassis. Wordt toegepast op de Ambassador 200 en VDL Citea LLE. Veel export naar buitenland)
- SB180 (verkort chassis, vervanger van het SB120 chassis)
- SB230 (toegepast op Transit en Citea 12 + 12,9 meter variant)
- SBR230 (twee assen + derde sleepas, toegepast op Transit en Citea 13,7 en 14,5 meter variant)
- SB4000+ (touringcar-chassis)
- SBR4000+ (touringcar twee assen + derde sleepas)
- TB2175 (voor de VDL Pacific)

Chassismodules
- SB260 (toegepast op de Citea CLF-120)

Voormalige chassis
- SB120 (verkort chassis, toegepast op Ambassador 120) - vervangen door SB180 chassis
- SB220 (Berkhof 2000NL)
- SB225
- SB250 (Berkhof Premier en Berkhof Jonckheer)
- DB250 (geschikt voor dubbeldekkers)
- DB250+ (geschikt voor dubbeldekkers)
- SB2750 (geschikt voor touringcars)
- SB3000 (geschikt voor touringcars)
- SBR3000 (geschikt voor touringcars)
- SBR3015 (geschikt voor touringcars)
- SB4000 (touringcar, Berkhof Axial)

### Onderhoud, reparatie en onderdelen
In Valkenswaard is een gespecialiseerde werkplaats voor onderhoud, reparatie en schadeherstel van alle merken touringcars en bussen onder de naam VDL Busland. Onderdelen van bussen zijn verkrijgbaar bij VDL Parts te Veldhoven.

## Verkoop
VDL heeft een locatie voor verkoop, aftersales en onderdelen voor alle VDL Bus & Coach producten in de landen Nederland, België (ook voor Luxemburg), Duitsland, Frankrijk, Italië, Noorwegen, Polen, Servië, Tsjechië (ook voor Slowakije), Zuid-Afrika en Zwitserland.
In Servië heeft VDL bovendien eind 2010 de autobusfabriek Ikarbus in Belgrado overgenomen. De Servische overheid heeft een belang van 20% in dat bedrijf. In de fabriek werken 250 mensen en er zullen op jaarbasis 250 bussen worden geproduceerd. VDL kocht de fabriek omdat de in Nederland geproduceerde bussen te duur zijn voor de Oost-Europese markt.
VDL Bus en Coach opent in 2017 een eigen vestiging in Madrid, Spanje. De keuze voor het openen van een vestiging in Spanje is het logische vervolg op de door VDL gekozen strategie om met de divisie Bussen in het merendeel van de grote busmarkten van West-Europa direct aanwezig te zijn.
Gebruikte bussen van alle merken en typen worden ingekocht en verkocht bij VDL Bus Center (voorheen VDL Coach & Bus Center, VDL CBC) in Nederland, Duitsland en Frankrijk.